# Bậc thầy của những ước mơ
Bậc thầy của những ước mơ (tên gốc tiếng Anh: The Greatest Showman) là một phim điện ảnh nhạc kịch lịch sử của Mỹ năm 2017 do Michael Gracey đạo diễn, và Jenny Bicks cùng Bill Condon biên kịch. Phim có sự tham gia của Hugh Jackman, Zac Efron, Michelle Williams, Rebecca Ferguson và Zendaya. Phim được lấy cảm hứng từ câu chuyện có thật của doanh nhân P. T. Barnum, người thành lập đoàn xiếc Barnum & Bailey Circus, và từ cuộc sống của những thành viên trong đoàn.
Quá trình quay phim chính của Bậc thầy của những ước mơ được bắt đầu tại Thành phố New York vào tháng 11 năm 2016. Phim được ra mắt vào ngày 8 tháng 12 năm 2017 trên chiếc tàu RMS Queen Mary 2. Phim sau đó được khởi chiếu rộng rãi tại Mỹ vào ngày 20 tháng 12 năm 2017 bởi hãng 20th Century Fox, bảy tháng sau khi rạp xiếc Barnum & Bailey Circus chính thức ngừng hoạt động. Tại Việt Nam, phim được khởi chiếu ngày 29 tháng 12 năm 2017.
Bậc thầy của những ước mơ nhận được nhiều ý kiến hỗn tạp từ giới chuyên môn, với những lời khen ngợi cho dàn diễn viên, phần âm nhạc và giá trị sản xuất, nhưng đồng thời cũng chỉ trích phần giấy phép nghệ thuật được sử dụng, mà nhiều nhà phê bình cho là "nông cạn". Tại Giải Quả cầu vàng lần thứ 75, phim nhận được ba đề cử gồm Phim ca nhạc hoặc phim hài hay nhất, Nam diễn viên phim ca nhạc hoặc phim hài xuất sắc nhất cho Hugh Jackman, và Ca khúc trong phim hay nhất cho nhạc phẩm "This Is Me".

## Nội dung
Vào giữa thế kỷ 19, P. T. Barnum và đoàn kịch của ông thực hiện một chương trình tại rạp xiếc ("The Greatest Show (Phần 1)"). Khi còn nhỏ, Barnum và cha thợ may Philo làm việc cho gia đình Hallett. Anh ấy yêu con gái của họ, Charity, người đang được gửi đến trường học. Hai người giữ liên lạc qua những lá thư ("A Million Dreams"), cuối cùng kết hôn và nuôi hai con gái, Caroline và Helen, ở thành phố New York. Họ sống một cuộc sống khiêm nhường; Mặc dù Charity hạnh phúc, nhưng Barnum khao khát nhiều hơn.
Barnum mất việc làm nhân viên bán hàng tại một công ty vận chuyển sau khi công ty phá sản và trở về nhà vào sinh nhật của Caroline ("A Million Dreams (Reprise)"). Anh ta vay tiền từ một ngân hàng, lừa dối họ chấp nhận những con tàu cũ của anh ta bị mất làm tài sản thế chấp. Ông sử dụng khoản vay này để thành lập Bảo tàng Mỹ của Barnum tại trung tâm thành phố Manhattan, một điểm thu hút trưng bày nhiều mô hình sáp khác nhau. Ban đầu, doanh số bán hàng chậm. Theo gợi ý của những đứa con của mình để giới thiệu một cái gì đó "sống động", Barnum tìm kiếm "quái vật" để làm người biểu diễn cho bảo tàng của mình ("Come Alive"). Ông tập hợp một nhóm lớn trong số họ bao gồm Lettie Lutz. Điều này thu hút một lượng lớn khán giả bất chấp sự phản đối và đánh giá kém từ James Gordon Bennett, khiến Barnum phải đổi tên liên doanh của mình "Rạp xiếc của Barnum".
Tìm cách để tiếp tục danh tiếng của mình, Barnum gặp nhà viết kịch Phillip Carlyle và thuyết phục anh ta tham gia vào liên doanh của mình ("The Other Side"). Carlyle bị mê hoặc bởi nghệ sĩ hình thang người Mỹ gốc Phi Anne Wheeler, nhưng anh che giấu cảm xúc của mình. Trong một chuyến đi, Carlyle sắp xếp cho Barnum và đoàn kịch của mình gặp Victoria của Anh. Sau đó, Barnum thuyết phục ca sĩ nổi tiếng người Thụy Điển Jenny Lind biểu diễn ở Mỹ với vai trò là người quản lý của cô. Buổi biểu diễn đầu tiên tại Mỹ của Lind là một thành công lớn ("Never Enough"); trong bài hát, Carlyle và Wheeler được cha mẹ của Carlyle phát hiện khi họ đang nắm tay nhau.
Khi Barnum có được sự ưu ái với các khách hàng quý tộc, anh bắt đầu xa cách với đoàn kịch của mình khi anh khuyên họ nên làm việc trong chương trình đêm đó. Bị chán nản, họ quyết định chống lại những kẻ quấy rối địa phương ("This is me"). Carlyle và Wheeler tham dự nhà hát nhưng họ tình cờ gặp bố mẹ của Carlyle, người đã trừng phạt Carlyle vì "diễu hành xung quanh với sự giúp đỡ". Wheeler chạy đi, và Carlyle giận dữ mắng họ, sau đó đuổi theo Wheeler và cố gắng thuyết phục cô rằng họ có thể ở bên nhau, nhưng cô từ chối anh ta ("Rewrite the stars"). Khi Barnum đưa Lind đi du lịch Mỹ, Charity cảm thấy bị cô lập với chồng khi cô ở nhà với con gái của họ ("Tightrope"). Trong khi lưu diễn, Lind bắt đầu yêu Barnum. Khi anh từ chối những tiến bộ của cô, cô đe dọa sẽ từ bỏ và trao một nụ hôn với anh vào cuối chương trình cuối cùng của cô, được báo chí chụp ảnh ("Never Enough (Reprise)"). Barnum trở về nhà để tìm rạp xiếc của mình trên lửa, gây ra bởi một cuộc chiến giữa những người biểu tình và đoàn kịch. Carlyle chạy vào tòa nhà đang cháy, tin rằng Wheeler vẫn còn bên trong, và bị thương nghiêm trọng trước khi được cứu bởi Barnum.
Barnum nhận được tin từ một Bennett thông cảm rằng thủ phạm đã bị bắt và Lind đã hủy chuyến lưu diễn của cô sau "vụ bê bối" của cô và Barnum. Biệt thự của Barnum bị tịch thu và Charity đưa con gái của họ đến nhà của bố mẹ cô. Bị tàn phá bởi sự ích kỷ của mình, Barnum rút lui đến một quán bar địa phương nơi đoàn kịch của anh ta tìm thấy anh ta và giải thích rằng mặc dù thất vọng, họ vẫn coi mình là một gia đình cần anh ta. Được truyền cảm hứng, anh quyết tâm bắt đầu một chương trình mới và không để tham vọng vượt qua tình yêu của mình ("From Now On"). Carlyle thức dậy trong một bệnh viện với Wheeler bên cạnh.
Barnum tìm thấy Charity và họ hàn gắn mối quan hệ của họ. Barnum phải đối mặt với khó khăn tài chính khi xây dựng lại rạp xiếc, nhưng Carlyle đang hồi phục bước vào, đề nghị sử dụng phần lợi nhuận của rạp xiếc để xây dựng lại nó trong điều kiện trở thành một đối tác đầy đủ, mà Barnum vui vẻ chấp nhận. Để tiết kiệm tiền, Barnum biến doanh nghiệp thành một rạp xiếc ngoài trời bằng bến cảng. Rạp xiếc được tân trang lại là một thành công lớn ("The Greatest Show (Phần 2)"). Barnum trao toàn quyền kiểm soát chương trình cho Carlyle để dành nhiều thời gian hơn cho gia đình.

## Diễn viên
- Hugh Jackman vai P. T. Barnum
  - Ellis Rubin vai P. T. Barnum trẻ. Ziv Zaifman đảm nhiệm thu âm giọng hát của P. T. Barnum trẻ.
- Zac Efron vai Phillip Carlyle
- Michelle Williams vai Charity Barnum
  - Skylar Dunn vai Charity trẻ
- Rebecca Ferguson vai Jenny Lind. Loren Allred đảm nhiệm thu âm giọng hát của Lind.[7]
- Zendaya vai Anne Wheeler
- Keala Settle vai Lettie Lutz
- Sam Humphrey vai Charles Stratton
- Austyn Johnson vai Caroline Barnum
- Cameron Seely vai Helen Barnum
- Paul Sparks vai James Gordon Bennett
- Yahya Abdul-Mateen II vai W. D. Wheeler
- Eric Anderson vai Ngài O’Malley.
- Daniel Everidge vai Chúa tể Leeds.
- Shannon Holtzapffel vai Prince Constantine
- Gayle Rankin vai Victoria của Anh
- Will Swenson vai Philo Barnum
- Fredric Lehne vai Benjamin Hallett
- Kathryn Meisle vai Hannah Hallett

## Sản xuất
Dự án phim được công bố lần đầu tiên vào năm 2009, với Hugh Jackman chắc chắn được nhắm cho vai diễn chính. Tháng 8 năm 2011, Michael Gracey được chọn làm đạo diễn của phim. Năm 2013, Fox thuê nhạc sĩ Pasek and Paul để đảm nhiệm phần lời cho các bài hát. Theo lời Jackman, việc phát triển bộ phim lên tới bảy năm là do các hãng phim không muốn đầu tư mạo hiểm cho một phim điện ảnh nhạc kịch.
Ngày 15 tháng 6 năm 2016, Zac Efron bắt đầu các cuộc đàm phán cho một vai diễn ở trong phim, và vào tháng 7 năm 2016, Michelle Williams được tuyển vào đóng trong phim. Quá trình quay phim chính của Bậc thầy của những ước mơ được bắt đầu tại Thành phố New York vào ngày 22 tháng 11 năm 2016.
Tháng 12 năm 2017, các nguồn tin cho biết James Mangold, người đã từng làm việc với Jackman trong nhiều dự án trước đó đã được mời tới để kiểm tra các cảnh quay lại và công tác hậu kỳ. Điều này xảy ra do hãng phim lo ngại rằng với lần đầu tiên ngồi ghế đạo diễn của Gracey, ông có thể bị áp lực với phạm vi và kinh phí của bộ phim.

## Âm nhạc
The Greatest Showman: Original Motion Picture Soundtrack là album nhạc phim chính thức của Bậc thầy của những ước mơ. Album được phát hành vào ngày 8 tháng 12 năm 2017 bởi hãng Atlantic Records. Trước khi phát hành, album được mở cho khách hàng đặt trước vào ngày 26 tháng 10 năm 2017 với ba đĩa đơn quảng bá là "The Greatest Show", "This Is Me" và "Rewrite the Stars". Nữ ca sĩ Kesha cũng thu âm một phiên bản của "This Is Me" và phát hành dưới định dạng đĩa đơn.
Danh sách bài hát
Tất cả các ca khúc được viết bởi Pasek & Paul.
| STT              | Nhan đề                      | Nghệ sĩ                                        | Thời lượng |
| ---------------- | ---------------------------- | ---------------------------------------------- | ---------- |
| 1.               | "The Greatest Show"          | Hugh Jackman, Keala Settle, Zac Efron, Zendaya | 5:02       |
| 2.               | "A Million Dreams"           | Ziv Zaifman, Hugh Jackman, Michelle Williams   | 4:29       |
| 3.               | "A Million Dreams (Reprise)" | Austyn Johnson, Cameron Seely, Hugh Jackman    | 1:00       |
| 4.               | "Come Alive"                 | Hugh Jackman, Settle, Daniel Everidge, Zendaya | 3:45       |
| 5.               | "The Other Side"             | Hugh Jackman & Efron                           | 3:34       |
| 6.               | "Never Enough"               | Loren Allred                                   | 3:27       |
| 7.               | "This Is Me"                 | Keala Settle                                   | 3:54       |
| 8.               | "Rewrite the Stars"          | Zac Efron & Zendaya                            | 3:37       |
| 9.               | "Tightrope"                  | Michelle Williams                              | 3:54       |
| 10.              | "Never Enough (Reprise)"     | Loren Allred                                   | 1:20       |
| 11.              | "From Now On"                | Hugh Jackman                                   | 5:49       |
| Tổng thời lượng: | Tổng thời lượng:             | Tổng thời lượng:                               | 39:51      |

## Phát hành
Bậc thầy của những ước mơ được ra mắt vào ngày 8 tháng 12 năm 2017 trên chiếc tàu RMS Queen Mary 2, neo tại Thành phố New York. Phim sau đó được khởi chiếu rộng rãi tại Mỹ vào ngày 20 tháng 12 năm 2017 bởi hãng 20th Century Fox. Tại Việt Nam, phim được khởi chiếu ngày 29 tháng 12 năm 2017.

### Quảng bá
Ngày 28 tháng 6 năm 2017, hãng 20th Century Fox cho ra mắt trailer quốc tế đầu tiên để quảng bá cho phim. Ngày 13 tháng 11 năm 2017, trailer thứ hai được đăng tải. Ngày 17 tháng 12 năm 2017, Fox cho phát sóng một buổi biểu diễn trực tiếp của "Come Alive" từ Warner Bros. Studios trong chương trình ca nhạc trực tiếp A Christmas Story Live!. Buổi diễn quy tụ dàn sao trong bộ phim cùng 150 vũ công khác.

## Đánh giá chuyên môn
Trên hệ thống tổng hợp kết quả đánh giá Rotten Tomatoes, phim nhận được 56% lượng đồng thuận dựa theo 180 bài đánh giá, với điểm trung bình là 6/10. Các chuyên gia của trang web nhất trí rằng, "Bậc thầy của những ước mơ rất cố gắng để làm khán giả phải choáng ngợp với những điều kì diệu đậm chất Barnum -- nhưng việc sử dụng các tình huống phức tạp lại khác xa với câu chuyện hấp dẫn có thật." Trên trang Metacritic, phần phim đạt số điểm 48 trên 100, dựa trên 43 nhận xét, chủ yếu là những ý kiến hỗn tạp. Lượt bình chọn của khán giả trên trang thống kê CinemaScore cho phần phim điểm "A" trên thang từ A+ đến F.

## Đề cử và giải thưởng
| Giải thưởng                             | Ngày trao giải       | Hạng mục                                                    | Người nhận giải hoặc được đề cừ                                           | Kết quả      | Nguồn  |
| --------------------------------------- | -------------------- | ----------------------------------------------------------- | ------------------------------------------------------------------------- | ------------ | ------ |
| Casting Society of America              | 18 tháng 1 năm 2018  | Big Budget – Comedy                                         | Bernard Telsey, Tiffany Little Canfield, Rori Bergman and Patrick Goodwin | Chưa công bố | [ 26 ] |
| Critics' Choice Movie Awards            | 11 tháng 1 năm 2018  | Bài hát hay nhất                                            | "This Is Me"                                                              | Đề cử        | [ 27 ] |
| Giải Quả cầu vàng                       | 7 tháng 1 năm 2018   | Phim ca nhạc hoặc phim hài hay nhất                         | The Greatest Showman                                                      | Đề cử        | [ 28 ] |
| Giải Quả cầu vàng                       | 7 tháng 1 năm 2018   | Nam diễn viên phim ca nhạc hoặc phim hài xuất sắc nhất      | Hugh Jackman                                                              | Đề cử        | [ 28 ] |
| Giải Quả cầu vàng                       | 7 tháng 1 năm 2018   | Ca khúc trong phim hay nhất                                 | "This Is Me"                                                              | Đoạt giải    | [ 28 ] |
| Heartland Film Festival                 | 31 tháng 12 năm 2017 | Truly Moving Picture Award                                  | Michael Gracey                                                            | Đoạt giải    | [ 29 ] |
| Make-Up Artists and Hair Stylists Guild | 24 tháng 2 năm 2018  | Feature Motion Picture: Best Period and/or Character Makeup | Nicki Ledermann, Tania Ribalow and Sunday Englis                          | Chưa công bố | [ 30 ] |